# 악셀 튀앙제브
악셀 튀앙제브(영어: Axel Tuanzebe, 1997년 11월 14일 ~ )는 잉글랜드의 축구 선수로, 현재 번리에서 수비수로 뛰고 있다.
2017년 5월 7일 (영국시간 기준) 아스널 FC과의 프리미어리그 35라운드에서 프리미어리그 데뷔전을 치렀고, BBC가 선정한 이주의 팀에 이름을 올렸다.